# Rue sous la neige, Argenteuil
Rue sous la neige, Argenteuil – en anglais Snow Scene at Argenteuil – est un tableau réalisé par le peintre français Claude Monet en 1875. Cette huile sur toile est un paysage impressionniste qui représente une voie enneigée à Argenteuil, dans l'actuel Val-d'Oise. La peinture est conservée à la National Gallery, à Londres, depuis son acquisition en 2006.